# Jørgen Rosenkrantz (1523–1596)
Jørgen Ottesen Rosenkrantz, född den 14 maj 1523, död den 9 april 1596, var en dansk diplomat. 
Han var bror till Holger och Erik Rosenkrantz, far till Holger Rosenkrantz. 
Rosenkrantz studerade i Wittenberg 1539-44 och tjänade hos kurfursten Morits av Sachsen 1547-51. Riksråd sedan 1563, användes han vid flera viktiga underhandlingar, som fredsslutet i Stettin 1570 och förlikningen med de slesvigska hertigarna i Odense 1580. 
Under Kristian IV:s minderårighet, 1588-96, var han medlem av förmyndarregeringen och prisades för den stränghet och opartiskhet, med vilken han övervakade lagarna. Därjämte var han en varm vän av vetenskapen och understödde Tycho Brahe, Arild Huitfeldt, A.S. Vedel med flera. Släktens huvudgård, Rosenholm, uppfördes av honom 1559-69.